# Jądra szwu
Jądra szwu (łac. nuclei raphes) – zgrupowanie serotoninergicznych komórek nerwowych w pniu mózgu. Ich główną funkcją jest uwalnianie serotoniny do mózgu. Uważa się, że leki przeciwdepresyjne z grupy SSRI działają na to jądro, a także na komórki, które są celem serotoniny wytwarzanej w tym jądrze.